# 貴重
| ウィキペディアには「貴重」という見出しの百科事典記事はありません（タイトルに「貴重」を含むページの一覧/「貴重」で始まるページの一覧）。 代わりにウィクショナリーのページ「貴重」が役に立つかもしれません。 |